# أوسكار هورتا
أوسكار هورتا (بالإسبانية: Óscar Horta) (من مواليد 7 مايو 1974) ناشط إسباني في مجال الحيوان وفيلسوف أخلاقي يعمل حاليًا أستاذًا في قسم الفلسفة والأنثروبولوجيا في جامعة سانتياغو دي كومبوستيلا (يو إس سي) وأحد مؤسسي جمعية منظمة أخلاقيات الحيوان. وهو معروف بعمله في مجال أخلاقيات الحيوانات، وخاصة مسألة معاناة الحيوانات البرية. وقد عمل أيضًا على مفهوم تمييز الأنواع وتوضيح الحجج للنظر الأخلاقي في الحيوانات غير البشرية.

## مسيرته المهنية
أكمل هورتا شهادة البكالوريوس في الفلسفة في جامعة جنوب كاليفورنيا في عام 1999، واستكمل درجة الدكتوراه في الفلسفة في نفس الجامعة في عام 2007. كان عنوان أطروحته بعنوان (تحدي لأخلاقيات علم الأحياء: قضية تمييز الأنواع). عمل من عام 2005 إلى 2009 محاضرًا في قسم المنطق والفلسفة الأخلاقية في جامعة جنوب كاليفورنيا. تولى بعد ذلك منصب باحث زائر في جامعة روتجرز بين عامي 2009-2010 وأخذ زمالة بحثية في المؤسسة الإسبانية للعلوم والتكنولوجيا من 2009-2011. عاد إلى جامعة جنوب كاليفورنيا في 2011 بصفة محاضر، وأصبح أستاذًا في 2018.
إلى جانب المشاركة في تأسيس مجال أخلاقيات الحيوانات، شارك هورتا في تأسيس حقوق الحيوانات وتحريرها. وقد عمل كمتحدث باسم (إيه إل إيه)-بدائل تحرير الحيوانات، وهو عضو في المجلس الاستشاري لمعهد سينتينس، ومركز (يو بّي إي) لأخلاقيات الحيوان، ومنظمة وقاية الحيوانات من المعاناة الشديدة.
علق هورتا على كونه شخصًا نباتيًا قائلًا: «السبب في أنني قررت أن أكون نباتيًا هو أنني تلقيت ما اعتبرته حججًا قوية من أجل القيام بذلك، وليس أنني كنت أشعر بالتعاطف مع الحيوانات غير البشرية».

## التمييز بين الأنواع
عرّف هورتا مصطلح تمييز بين الأنواع على أنه تمييز ضد أولئك الذين لا ينتمون إلى نوع واحد أو أكثر، مع فهم التمييز أو العلاج غير المتساوي غير المبرر بالتمييز. يُعد هذا سردًا معياريًا للمفهوم. وفقًا لهورتا، إذا كان علاج الحيوانات من أنواع مختلفة بطرق مختلفة مبررًا، فلا يمكن اعتباره تمييزيًا وليس حالة من التمييز بين الأنواع. ينفي هورتا أيضًا اقتصار التمييز بين الأنواع على التمييز على أساس الأنواع وحدها. يعتبر هورتا جميع أنواع التمييز بين الأنواع التي لا تنتمي إلى نوع معين بغض النظر عما إذا كان السبب هو مجرد انتماء إلى النوع أو أسباب أخرى (مثل امتلاك القدرات المعرفية المعقدة). جادل هورتا لصالح هذا الموقف عن طريق القياس على التحيز الجنسي أو العنصرية التي تتضمن عادة التمييز ضد المرأة أو الأشخاص العنصريين على أساس معايير مثل قدراتهم المزعومة (ليس فقط الجنس أو الجندر أو الأصل أو السمات الجسدية). يتشابه وصف هورتا للتمييز بين الأنواع أيضًا مع جوان دوناير، ولكن على عكس بول والداو من حيث أنه جادل أيضًا في مسألة التمييز ضد الحيوانات غير البشرية إذ اعتبرها ليست سوى حالة واحدة من التمييز بين الأنواع، التي يمكن الإشارة إليها باسم التمييز بين الأنواع التي تركز على الإنسان، لأنه من الممكن أيضًا التمييز ضد بعض الحيوانات غير البشرية مقارنة بالحيوانات الأخرى.

## معاناة الحيوانات البرية
يجادل هورتا أنه -على عكس وجهة النظر «المثالية» في البرية- تعاني الحيوانات بشكل كبير في الطبيعة من المرض والافتراس والمجاعات وغيرها من التهديدات. يرفض هورتا التمييز بين الأنواع، ويجادل بالتالي أنه يمتلك سبب وجيه للتدخل في العمليات الطبيعية من أجل حماية الحيوانات من هذه المعاناة عندما يكون من الممكن القيام بذلك دون التسبب في المزيد من الضرر. تشتمل الطرق الحالية للمساعدة على إنقاذ الحيوانات أثناء الكوارث الطبيعية، وإنشاء مراكز الحيوانات اليتيمة والمريضة والجريحة وتنظيم برامج التلقيح والتغذية. زعم هورتا أنه يمكن توسيع هذه المبادرات، وأنه من أجل تجنب الخلافات مع أنصار البيئة الذين يعارضون مثل هذه المبادرات، يمكن أن تبدأ البرامج التجريبية بالتركيز على الحيوانات البرية التي تعيش في بيئات حضرية أو في الضواحي أو المناطق الزراعية. وقد جادل أيضًا بأن أكثر مسارات العمل الواعدة في الوقت الحالي قد تتمثل في اكتساب المزيد من المعرفة حول الظروف التي تسبب معاناة الحيوانات البرية وحول كيفية تنفيذ أفضل التدابير التي يمكن أن تحسن وضع الحيوانات المتأثرة بالطبيعة (أو مزيج من الأسباب الطبيعية والأسباب غير المباشرة). كان عمل هورتا حول معاناة الحيوانات البرية مؤثرًا، بالتعاون مع جيف مكماهان، الذي ظهر عمله في معاناة الحيوانات البرية في صحيفة نيويورك تايمز، وعزا اهتمامه بالسؤال إلى هورتا.